# Pandora (Avatar)
Pour les articles homonymes, voir Pandora.
Ne doit pas être confondu avec Pandore, un satellite naturel de Saturne.
Pandora est une exolune de l'univers de fiction d’Avatar. Il s'agit de l'un des satellites de la géante gazeuse Polyphème qui orbite autour d'Alpha Centauri A.
Bien que recouverte d'une jungle hostile aux humains, ces derniers y ont établi une colonie afin d'y extraire de l'unobtanium, un minerai qui leur permet de résoudre la crise énergétique sur Terre. Pandora est cependant habitée par les Na'vi, des êtres humanoïdes, qui refusent de voir leur monde saccagé par les activités humaines. Des accrochages ont souvent lieu entre les indigènes et les colons.
Étant le lieu principal de l'action, Pandora apparaît dans l'ensemble des œuvres Avatar : les films, les livres, les bandes dessinées et les jeux vidéo. L'exolune a également été reproduite dans la zone thématique Pandora: The World of Avatar du parc Disney's Animal Kingdom situé à Walt Disney World Resort.

## Contexte
Au XXIIe siècle, les habitants de la Terre subissent une crise énergétique et sont contraints d'aller chercher des ressources ailleurs. Ils ont décidé d'établir une base sur Pandora afin d'y extraire de l'unobtanium et d'y étudier la faune et la flore locale,. Les indigènes de Pandora, les Na'vi, sont hostiles aux projets miniers des humains, et des heurts ont souvent lieu. Dans le but d'entrer en contact avec eux et d'apaiser les tensions, les humains développèrent des hybrides humain-na'vi appelés « avatars ». Ceux-ci peuvent être contrôlés à distance par des pilotes entraînés à ce genre de mission. Cependant, malgré toutes les tentatives pour réduire les tensions, la situation entre les humains et les indigènes ne fait qu’empirer.

## Géographie

### Situation spatiale

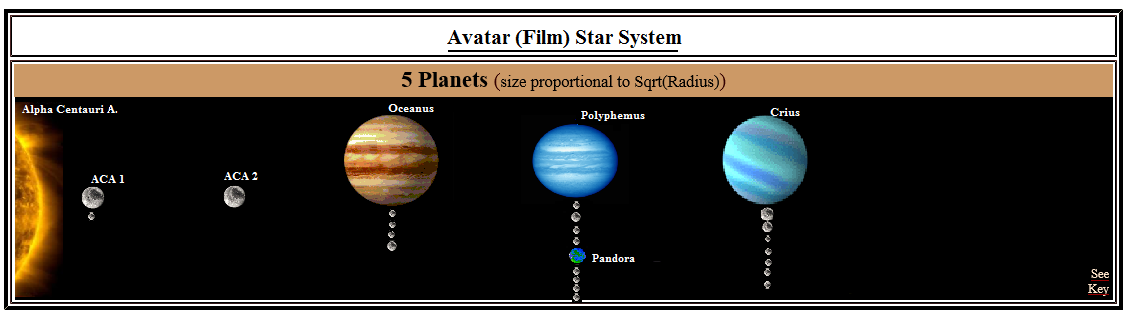
Le système planétaire d'Alpha Centauri A dans l'univers dAvatar.

Pandora se situe dans la constellation du Centaure. Il s'agit d'une exolune tellurique qui abrite des formes de vie extraterrestres mais dont l'atmosphère est mortelle pour l'Homme. Pandora est l'un des quatorze satellites de l'exoplanète Polyphème, une géante gazeuse. Cette dernière orbite autour d'Alpha Centauri A, l'une des trois étoiles du système Alpha Centauri, elle se situe à 4,37 années-lumière de la Terre.

### Topographie
Cette lune est semblable à la Terre vue de l'espace, mais elle est recouverte d'une jungle luxuriante et hostile pour les humains. Ces mêmes humains sont arrivés sur Pandora pour rechercher un minerai supraconducteur dont la planète regorge : l'unobtanium, qui permettrait de résoudre la crise énergétique qui se déroule sur Terre. Le coût de ce minerai (environ 20 000 000 $ le kilo) justifie une intense prospection et extraction de la part des humains. Ces derniers n'ont pas peur d'anéantir la faune et la flore locale si elles les empêchent d'extraire ce précieux minerai. C'est d'ailleurs le thème principal du premier film Avatar.
Une des curiosités de la planète est la chaîne de montagne des Hallélujiah, une région où d'immenses blocs de roches lévitent dans le ciel grâce au pouvoir magnétique de l'unobtanium. Ces blocs ont été arrachés de la planète à la suite de tremblements de terre.

### Biologie

#### Faune
La faune de Pandora est très féroce et peut être très dangereuse pour un être humain. Ils sont en moyenne plus grands que sur Terre, cela est dû à la gravité qui est plus faible. La plupart des animaux possède six membres au lieu de quatre et ont des os renforcés de fibre de carbone. Ils peuvent être rencontrés dans tous les types de milieux : marin, terrestre et aérien.
Le plus féroce et le plus redouté est le grand leonopterix, un prédateur volant dont l'envergure des ailes peut mesurer jusqu'à 30 m. Extrêmement agressif, il s'en est déjà pris à des appareils humains qui croisaient son chemin. En na'vi son nom est toruk, ce qui peut être traduit par « dernière ombre » en français, car il s'agit de la dernière chose qui est vue avant de mourir. Un na'vi qui parvient à se lier avec un grand leonopterix et à le dompter porte le titre de « Toruk Makto »,. Au sol, c'est le thanator qui est le plus redouté, il se situerait au sommet de la chaîne alimentaire. Il ressemble à une panthère mais est bien plus imposant : 5,5 m de long et 2,5 m de haut. Il possède au niveau de la tête une carapace qui peut le protéger des armes à feu.
Parmi les herbivores, on trouve le titanothère : il ressemble à un rhinocéros mais est presque deux fois plus grand, il possède une tête massive qui a la forme de celle d'un requin marteau. Il fait partie des rares herbivores capables de se défendre contre le grand leonopterix et le thanator. Les métabêtes (surnommées « vaches à corne bleue ») sont des herbivores vivant en troupeau et souvent comparés aux bisons. Les na'vi les chassent pour leur viande.
Certaines espèces ont été domptées par les na'vi : les banshees, qui ressemblent à de grands reptiles volants, sont ainsi utilisés pour les déplacements aériens et les equidius, qui ressemblent à des chevaux, sont utilisés pour les déplacements terrestres,,.

#### Flore

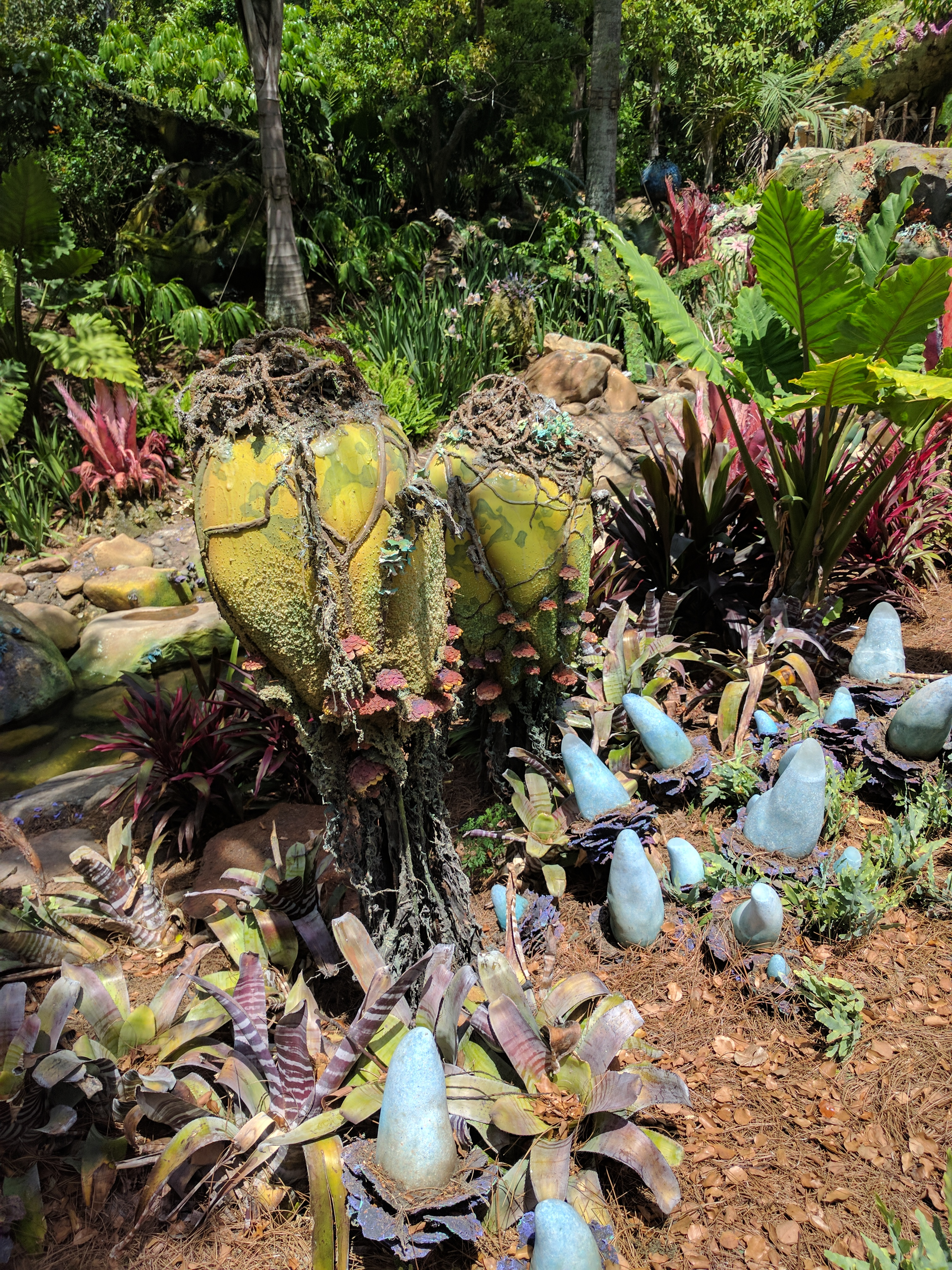
Exemple de végétaux visibles dans la Vallée de Moa'ra.

La flore de Pandora, bien que très diversifiée, ressemble beaucoup à celle de la Terre. Cela viendrait du fait que les plantes de Pandora ont subi les mêmes pressions environnementales que celles de la Terre. Ces facteurs sont cependant différents, la gravité sur Pandora est plus faible, ce qui fait que la plupart des végétaux sont beaucoup plus grands que sur Terre. Les scientifiques ont cherché à les classer en utilisant la nomenclature botanique déjà employée sur Terre. Pour des raisons de sécurité sanitaire, aucun organisme végétal originaire de Pandora n'a été ramené sur Terre.
Les arbres sont les végétaux les plus impressionnants par leur taille. Certains, comme l'Arbre-Maison où vivent les Omaticaya, mesurent près de 150 mètre de haut,. Ils sont également tous reliés entre eux, formant un réseau neuronal semblable à un cerveau humain. Les Na'vi peuvent se connecter à ce réseau en se liant à certains arbres comme l'Arbre des Âmes, ils ont ainsi accès au savoir de leurs ancêtres et peuvent même communiquer avec eux.
Certaines plantes ont la capacité d'interagir avec leur environnement,. Baptisées zooplantae, elles disposent d'un système nerveux et de muscles qui leur permettent de bouger, notamment lorsqu'un prédateur approche,. Par exemple, Helicoradium spirale peut réduire sa taille presque instantanément lorsqu'elle entre en contact avec quelque chose.

#### Na'vi
Les Na'vi sont des êtres humanoïdes bipèdes originaires de Pandora. Physiquement, ils ressemblent beaucoup aux humains, les principales différences sont qu'ils ont la peau bleue, quatre doigts et quatre orteils. Ils sont également plus grands. En moyenne, les mâles mesurent 3 m et pèsent 210 kg, les femelles mesurent 2,8 m et pèsent 190 kg. Leur espérance de vie serait aussi plus longue de 30%.
Tous les na'vi croient en une déesse commune nommée Eywa. Leur religion est un mélange d'animisme, de paganisme, de panthéisme et de monothéisme. Pour eux, tout ce qui les entoure fait partie d'un système unique et connecté qui n'est en fait que la manifestation d'Eywa. Ils ont la possibilité de communiquer avec elle dans des lieux sacrés tels que l'Arbre des Âmes. Ces lieux leur donnent également accès à leur histoire. N'ayant pas d'écriture, celle-ci n'est transmise qu'oralement, mais il semblerait que les mythes na'vi soient très proches de la réalité historique. L'histoire de leur peuple remonterait au moins à 18 000 ans avant les évènements du premier film qui se déroule en 2154,.
Les na'vi sont divisés en différents clans qui ont chacun leur propre culture, mais ils partagent tous la même langue, la même religion et la même politique. Les Omaticaya sont spécialisés dans le textile, ils vivent dans la jungle, dans l'Arbre-Maison, et sont très spirituels. Les Olangi vivent dans les plaines, ils sont réputés pour être d'excellents cavaliers. Les Tayrangi qui vivent sur la côte sont de très bon pêcheurs à dos de banshee,. Les tribus na'vi ont fini par s'étendre sur l'ensemble de la surface de Pandora, elles peuvent être rencontrées dans n'importe quel type de biome : forêt tropicale, désert, forêt tempérée, régions polaires, etc.

### Sites remarquables

#### Arbre des Âmes
L'Arbre des Âmes est l'endroit le plus sacré des Na'vi. Il ressemble à un saule et se situe dans un site riche en unobtanium, ce qui lui permet d'émettre un champ magnétique tellement important — connu sous le nom de vortex — qu'il perturbe les instruments de bord. Les na'vi l'utilisent pour communiquer avec Eywa et leurs ancêtres. Peu d'humains ont pu apercevoir l'Arbre des Âmes de leurs propres yeux, l'accès étant généralement interdit aux étrangers. Ce site est souvent l'objet de rituels, il s'agit du seul endroit où tous les membres d'une même tribu peuvent se lier pour communiquer avec leur déesse.
Les graines de l'Arbre des Âmes, connues sous le nom de « woodsprite »,, sont pour les na'vi des symboles de la parole d'Eywa. Il les considèrent comme des esprits extrêmement purs.

#### Arbre-Maison
L'Arbre-Maison est l'endroit où vivent les Omaticaya, une tribu Na'vi. Il s'agit d'un arbre d'environ 150 mètres de haut,. Il est composé de plusieurs niveaux : le plus bas est souterrain et sert de catacombe ; au niveau du sol se trouve la zone commune où ont lieu la plupart des activités ; le troisième niveau est utilisé pour manger ainsi que pour les cérémonies ; le dernier niveau, situé au niveau des branchages, sert de lieu pour dormir.
Des relevés géologiques ont montré la présence d'une forte concentration d'unobtanium dans le sol sous l'Arbre-Maison. Ce minerai est très convoité par les humains qui viennent avant tout sur Pandora pour l'extraire ; pour cette raison, le colonel Quaritch a mené un assaut pour faire tomber l'Arbre-Maison et pour permettre l'installation d'une mine à la place.

#### Chaîne des Hallelujah
La chaîne des Hallelujah est une chaîne de montagnes qui ont la particularité de flotter dans les airs. Il s'agit d'un site sacré pour les Na'vi, qui l'utilisent lors du rite de passage appelé iknimaya en na'vi. Durant ce rite, un jeune na'vi doit trouver le banshee avec qui il sera lié pour la vie, il a ensuite le droit de porter le titre d'« Ikran Makto »,.
Ces montagnes se seraient formées grâce à l'unobtanium qu'elles contiennent. Ce minerai a la propriété d'être un supraconducteur, ce qui signifie qu'il crée son propre champ magnétique. Étant donné qu'il y a une forte concentration en unobtanium dans chacune des montagnes, elles émettent un champ magnétique puissant qui interagit avec celui de Pandora. Cette interaction permet de soulever les gigantesques blocs de roche qui constituent la chaîne des Hallelujah.

#### Hell's Gate

Le logo de la Resources Development Administration.

La colonie humaine surnommée « Hell's Gate », bien que son nom officiel soit « Resources Development Administration Extra-Solar Colony 01 », est une base militaire où vivent les humains. Elle est gérée par la Resources Development Administration (RDA), l'entreprise qui dirige la mission sur Pandora. La base est de forme pentagonale et représente une surface de 8,11 km2 dont un tiers est utilisé comme tarmac. Entourée de barrières de défense pour être protégée contre les créatures hostiles qui vivent sur Pandora, la colonie dispose d'une zone administrative, de baraquements, de chambres individuelles, d'un self qui sert aussi de lieu de divertissement et d'un laboratoire de recherche.
À l'extérieur de la base se trouve la mine d'unobtanium baptisée « Resources Development Administration Extra-Solar Mine 01 » (RDA ESM 01). Elle est constituée de trois mines à ciel ouvert, ce qui constitue un réel danger pour les organismes vivant autour. L'unobtanium qui y est extrait est d'abord transféré dans la raffinerie où il est traité, puis il est envoyé par vaisseau spatial sur Terre.

#### Vallée de Moa'ra

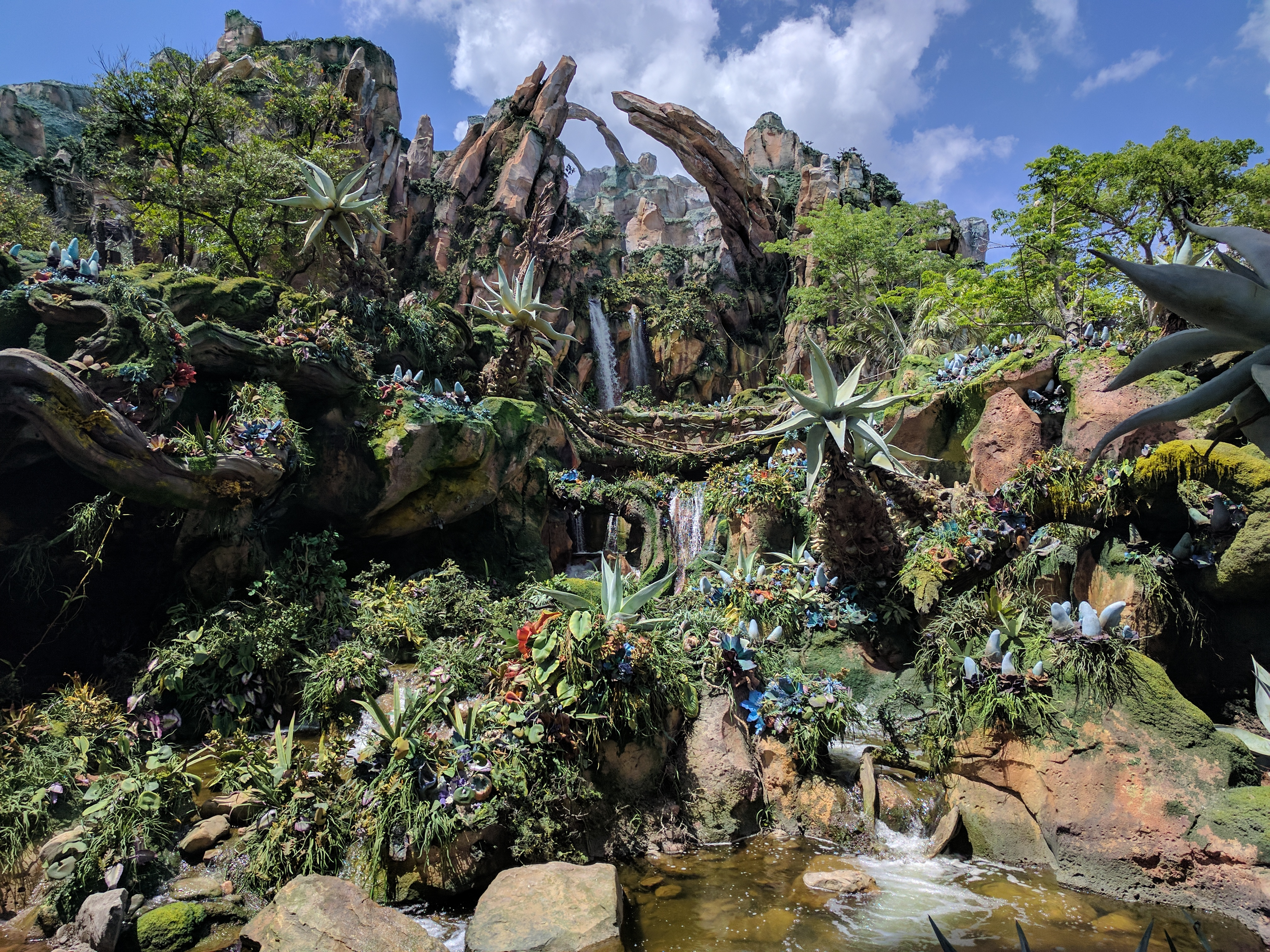
Le paysage de la vallée de Moa'ra.

La vallée de Moa'ra est une région de Pandora gérée par la « Pandora Conservation Initiative », les « Alpha Centauri Expeditions » (ACE) et les Na'vi. Les humains de l'ACE y ont établi un camp de base dans d'anciennes installations de la RDA afin d'étudier Pandora. La vallée est accessible aux touristes qui peuvent la visiter. Sa principale caractéristique est la chaîne de montagnes flottantes qui s'y trouve, elle est cependant nettement plus petite que la chaîne des Hallelujah,. Dans la journée ont lieu diverses animations qui ont pour but de sensibiliser le visiteur à la protection de l'environnement.

## Concept et création
Il est possible que le nom de l'exolune soit une référence au film fantastique Pandora (1951) avec Ava Gardner.

## Apparitions

Logo de Pandora: The World of Avatar à Walt Disney World.

Pandora apparait dans les films Avatar, d'autres lieux que ceux déjà visités dans le premier film devraient être explorés dans les suites. La lune apparaît également dans les autres œuvres dérivées telles que la bande dessinée Avatar: Tsu’tey’s Path et le spectacle Toruk, Le premier envol présenté par le Cirque du Soleil à partir de 2015,. Le jeu vidéo James Cameron's Avatar: The Game contient une base de données qui donne des informations sur les espèces animales et végétales rencontrées par le joueur.
La biosphère de Pandora est décrite dans le livre James Cameron's Avatar, Rapport confidentiel sur la planète Pandora : Le livre officiel, qui donne des informations sur la géographie de la planète, la faune, la flore et les Na'vi. D'autres livres détaillant l'univers d'Avatar sont prévus pour 2020, comme pour les films, l'histoire devrait également se dérouler sur Pandora.
Une zone thématique du parc Disney's Animal Kingdom à Walt Disney World Resort est une reproduction de Pandora. Intitulée Pandora: The World of Avatar, le visiteur découvre la Vallée de Moa'ra, une région de Pandora. La zone possède deux attractions : Na'vi River Journey où le voyageur découvre une rivière de Pandora, et Avatar Flight of Passage où le voyageur peut effectuer un vol à dos de banshee,,.